# Keir Starmer

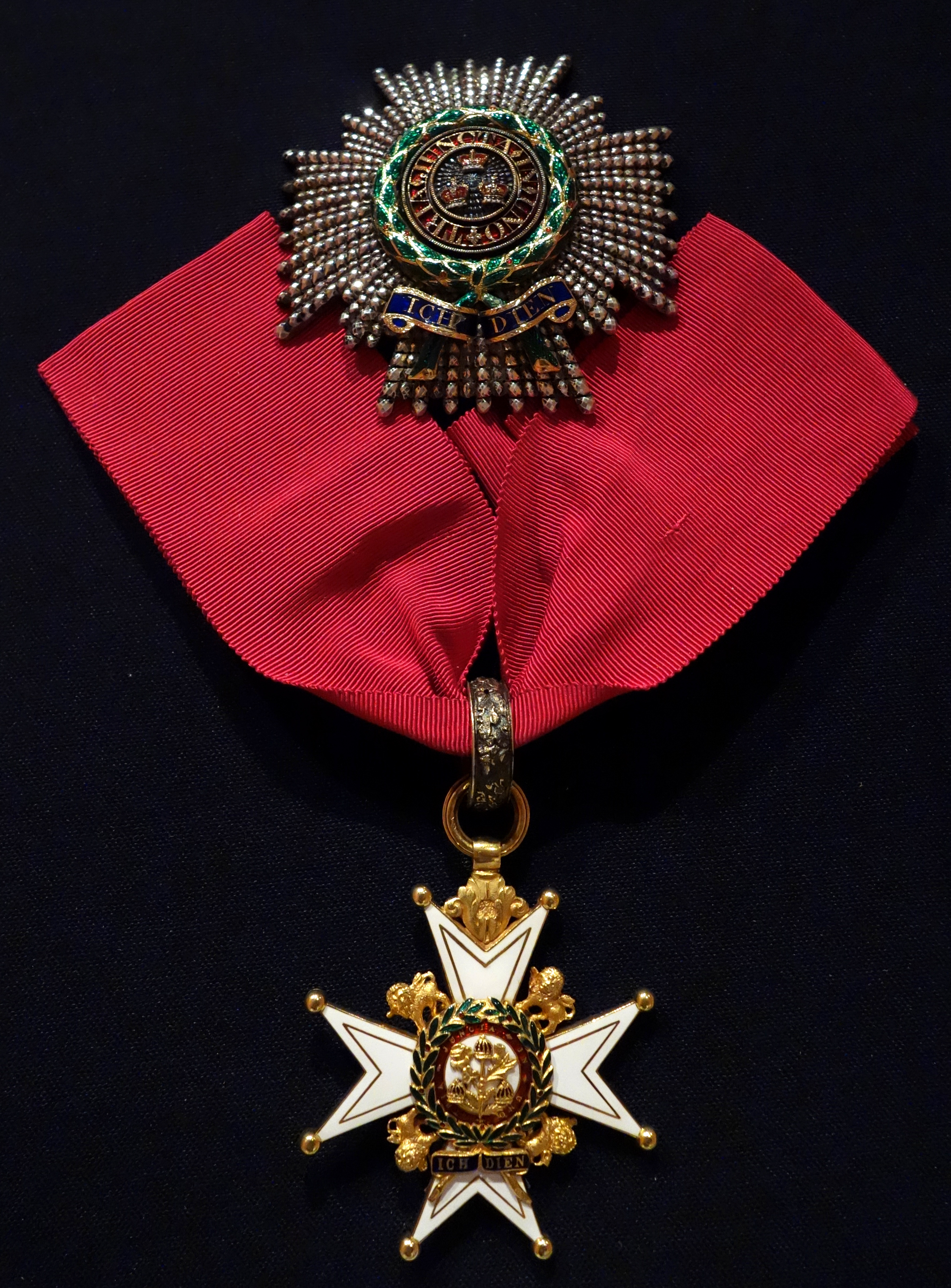
Insignia de Caballero Comendador en la Orden del Baño.

Keir Rodney Starmer (Southwark, Inglaterra, 2 de septiembre de 1962) es un abogado y político británico, que se desempeña como primer ministro del Reino Unido desde el 5 de julio de 2024 y líder del Partido Laborista desde el 4 de abril de 2020, sustituyendo a Jeremy Corbyn. Starmer es miembro del Parlamento desde 2015.
Nacido en Londres y criado en Surrey, Starmer estudió en la Reigate Grammar School. Ingresó a la política de joven y se unió a la sección juvenil del Partido Laborista (Jóvenes Socialistas del Partido Laborista) cuando tenía 16 años. Se graduó de licenciado en Derecho por la Universidad de Leeds en 1985 y realizó un posgrado en licenciatura en Derecho Civil en la Universidad de Oxford en 1986. Antes de especializarse como barrister, Starmer trabajaba principalmente en defensa criminal, especializado en derechos humanos. Fue asesor de derechos humanos de la Junta de Policía de Irlanda del Norte y fue designado como consejero de la Reina en 2002. Durante su gestión como director del Ministerio Público, se ocupó de una gran cantidad de casos, destacando el del asesinato de Stephen Lawrence. Fue nombrado caballero comendador de la Orden del Baño (KCB) en los Honores de Año Nuevo de 2014 por sus servicios al derecho y la justicia penal.
En julio de 2024 llevó al Partido Laborista de vuelta a Downing Street en las elecciones generales, poniendo fin a catorce años de gobierno del Partido Conservador y convirtiendo a los laboristas en el partido mayoritario en la Cámara de los Comunes, sucediendo a Rishi Sunak como primer ministro.

## Biografía
Keir Starmer nació el 2 de septiembre de 1962 en Southwark, un borough de Londres. Su madre era enfermera de la sanidad pública y su padre empleado de fábrica.Sus padres apoyaban al Partido Laborista y supuestamente lo llamaron Keir en honor al primer líder parlamentario del partido, Keir Hardie, aunque Starmer declaró en 2015 que no sabía si era cierto. Cursó sus estudios primarios en la Reigate Grammar School.
En su adolescencia, Starmer participó activamente en la política laborista y fue miembro de los Jóvenes Socialistas del Partido Laborista a la edad de 16 años.   Fue exhibidor júnior en la Guildhall School of Music and Drama hasta los 18 años y tocó la flauta, el piano, la flauta dulce y el violín.  A principios de la década de 1980, Starmer fue detenido por la policía vendiendo helados ilegalmente mientras intentaba recaudar dinero durante unas vacaciones en la Riviera Francesa . No recibió ningún castigo, más allá de la confiscación de los helados.   Starmer estudió en la Universidad de Leeds, se convirtió en miembro del Club Laborista de la universidad y se graduó con honores de primera clase de licenciado en Derecho en 1985, convirtiéndose en el primer miembro de su familia en graduarse universitariamente.   Realizó estudios de posgrado en la Universidad de Oxford, donde fue estudiante en Saint Edmund Hall, y se graduó de licenciado en Derecho Civil en 1986.  

### Carrera judicial
Starmer se convirtió en barrister en 1987 en Middle Temple y se convirtió en juez allí en 2009.  Se desempeñó como funcionario legal de la ONG Liberty (NCCL) hasta 1990.  Starmer fue miembro de Doughty Street Chambers desde 1990 en adelante, trabajando principalmente en cuestiones de derechos humanos.   Mientras estaba en Doughty Street Chambers, conoció a su futura esposa, Victoria Alexander, una abogada que estaba trabajando en el mismo caso.  La pareja tuvo dos hijos, un hijo, que nació un año después de su boda, y una hija, nacida dos años después. 
Starmer trabajó en casos en varios países del Caribe,  donde defendió a los condenados a pena de muerte.  En 1999, fue abogado júnior en la apelación de Lee Clegg .  Starmer asistió a Helen Steel y a David Morris en el caso McDonald's Restaurants v Morris y Steel, en el juicio y en la apelación ante los tribunales ingleses, y también los representó ante el tribunal europeo.  Starmer fue nombrado consejero de la Reina el 9 de abril de 2002, a la edad de 39 años. Ese mismo año, se convirtió en director adjunto de Doughty Street Chambers. En 2005, Starmer declaró: «Me nombraron consejero de la Reina, lo cual es extraño ya que a menudo solía proponer la abolición de la monarquía».  Durante este tiempo, Starmer participó en manifestaciones y fue autor de opiniones legales contra la guerra de Irak luego de la invasión de Irak en 2003, dudando de la legalidad de la guerra de Irak, y afirmando en 2015 que creía que la guerra «no era legal según el derecho internacional porque no había ninguna resolución de la ONU que la autorizara expresamente».  
Starmer se desempeñó como asesor de derechos humanos de la Junta de Policía de Irlanda del Norte y de la Asociación de Jefes de Policía, y también fue miembro del panel asesor sobre pena de muerte del Ministerio de Relaciones Exteriores y de la Mancomunidad de Naciones de 2002 a 2008.  

#### Director del Ministerio Público (DPP)
En julio de 2008, Patricia Scotland, fiscal general de Inglaterra y Gales, designó a Starmer como nuevo jefe de la Fiscalía de la Corona (CPS) y director del Ministerio Público.  En 2011, introdujo reformas que incluyeron la primera audiencia de prueba sin papel, mediante el uso de computadoras portátiles.  Durante su gestión, Starmer se ocupó de una serie de casos importantes, incluido el caso del asesinato de Stephen Lawrence, llevando a sus asesinos ante la justicia. 
Starmer renunció como director del Ministerio Público en noviembre de 2013 y fue reemplazado por Alison Saunders.  De 2011 a 2014, Starmer recibió títulos honoríficos de varias universidades y fue nombrado caballero comendador de la Orden del Baño (KCB) en los honores de Año Nuevo de 2014 por sus servicios al derecho y la justicia penal. 

### Carrera política

#### Miembro del Parlamento

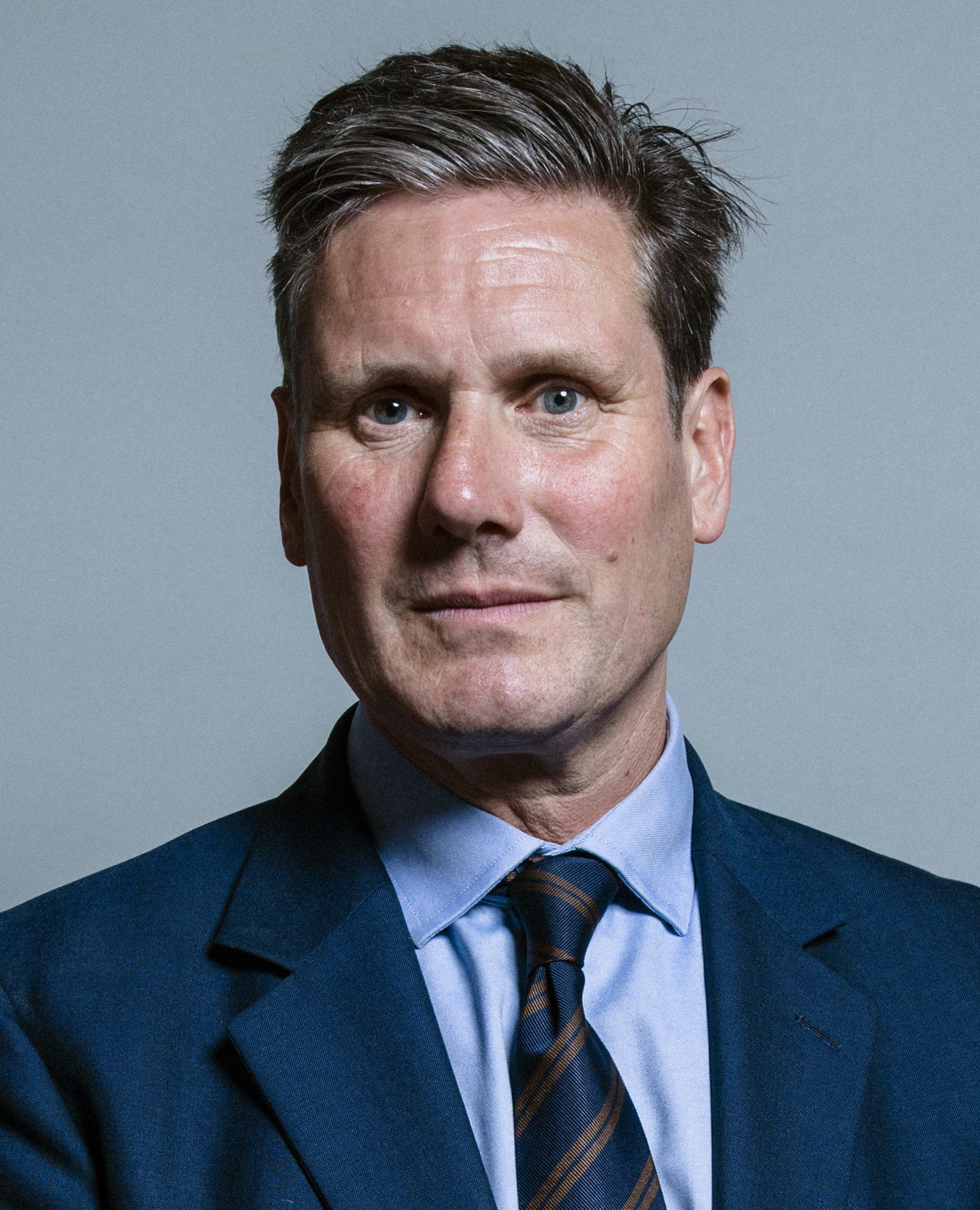
Retrato oficial como miembro del Parlamento, 2017.

En diciembre de 2014, Starmer fue seleccionado para ser el candidato parlamentario laborista para el distrito electoral de Holborn y St Pancras, tras la decisión del diputado en ejercicio Frank Dobson de retirarse.  Starmer resultó electo en las elecciones generales de 2015 con una mayoría de 17.048.  Fue reelegido en las elecciones generales de 2017 con una mayoría aumentada de 30.509 y reelegido nuevamente en las elecciones generales de 2019, pero con una mayoría reducida de 27.763. En junio de 2024, Starmer fue reelegido como candidato laborista por Holborn y St Pancras en las elecciones generales de 2024 .
Como backbencher, apoyó la fallida campaña antiBrexit Britain Stronger in Europe en el referéndum sobre la pertenencia del Reino Unido a la Unión Europea .  Se convirtió en miembro de los grupos parlamentarios Amigos Laboristas de Israel y Amigos Laboristas de Palestina y Oriente Medio. Varios activistas instaron a Starmer a presentarse a las elecciones de liderazgo del Partido Laborista de 2015 tras la dimisión de Ed Miliband como líder del Partido Laborista tras la derrota del partido en las elecciones generales de 2015. Descartó esto, citando su falta de experiencia política en ese momento.   Durante las elecciones de liderazgo, Starmer apoyó al futuro alcalde del Gran Mánchester, Andy Burnham, quien terminó segundo detrás de Jeremy Corbyn. 

#### Ministro en la sombra
Starmer fue nombrado miembro del gabinete en la sombra de Corbyn como ministro en la sombra de Inmigración. Renunció a este cargo en junio de 2016 como parte de las renuncias generalizadas del gabinete en la sombra en protesta por el liderazgo de Corbyn del Partido Laborista. En su carta de dimisión, escribió que era insostenible sugerir que podían ofrecer una oposición efectiva sin un cambio de líder.  Tras la victoria de Corbyn en las elecciones de liderazgo del Partido Laborista de 2016 en septiembre, Starmer aceptó un nuevo puesto bajo Corbyn como secretario de Estado en la sombra para la salida de la Unión Europea, en sustitución de Emily Thornberry . 
En su papel de secretario en la sombra para la salida de la Unión Europea, Starmer cuestionó a la primera ministra Theresa May y el destino de su gobierno para el Reino Unido fuera de la Unión Europea (UE), además de pedir que se hicieran públicos los planes para el Brexit y apoyar una propuesta de segundo referéndum sobre el Brexit. Tras la derrota del partido en las elecciones generales de 2019, Corbyn anunció que no lideraría al Partido Laborista en las próximas elecciones generales tras un proceso de reflexión. Starmer comenzó a distanciarse de Corbyn y de muchas de las políticas que propuso en las elecciones, y reveló en 2024 que «estaba seguro de que perderíamos las elecciones de 2019».

#### Candidato al liderazgo del Partido Laborista
El 4 de enero de 2020, Starmer anunció su candidatura para las elecciones de liderazgo próximas.   Obtuvo el apoyo del ex primer ministro laborista Gordon Brown y del alcalde de Londres, Sadiq Khan .  Durante las elecciones de liderazgo, Starmer presentó una plataforma de izquierda. Se posicionó en oposición a la austeridad, afirmando que Corbyn tenía «razón» al posicionar al Partido Laborista como el «partido antiausteridad».   Indicó que continuaría con la política laborista de eliminar las tasas de matrícula universitaria y se comprometió a nacionalizar los trenes, las compañías de energía, el agua y el Royal Mail. Starmer fue anunciado como el ganador del concurso de liderazgo el 4 de abril de 2020, derrotando a sus rivales Rebecca Long-Bailey y Lisa Nandy, con el 56,2% de los votos en la primera vuelta.   

#### Líder de la oposición

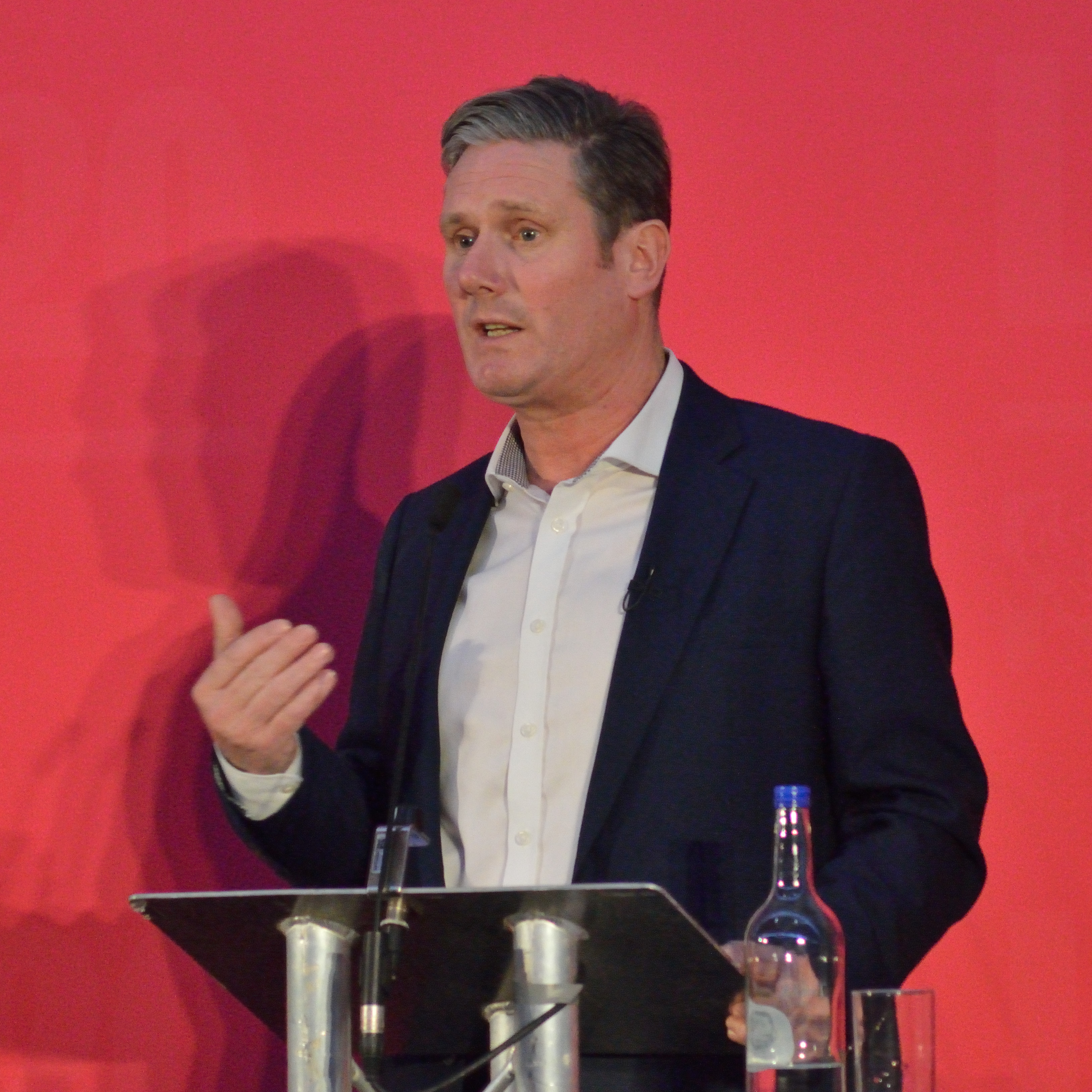
Starmer durante un mitin en 2020.

Habiéndose convertido en líder de la oposición, en medio de la pandemia de COVID-19, Starmer dijo en su discurso de aceptación que se abstendría de «ganar puntos políticos partidistas» y que trabajaría con el gobierno «en interés nacional». Posteriormente se volvió más crítico con la respuesta del gobierno a la pandemia tras el escándalo Partygate. En mayo de 2022, dijo que dimitiría si recibía una aviso de penalización fija por violar las regulaciones de COVID-19 mientras hacía campaña durante el período previo a las elecciones parciales y locales de Hartlepool el año anterior. La polémica en torno al evento se denominó Beergate. En julio de 2022, la policía de Durham absolvió a Starmer. 
En medio del número histórico de ministros que dimitieron durante el gobierno de Boris Johnson, en julio de 2022, Starmer propuso una moción de censura, afirmando que no se podía permitir que Johnson permaneciera en el cargo dada la revuelta a gran escala que habían ocasionado sus propios ministros.   Starmer también criticó al gobierno de Johnson, así como a los gobiernos de sus sucesores Liz Truss y Rishi Sunak, por cuestiones como el escándalo de Chris Pincher y posterior crisis gubernamental, la crisis económica resultante del Growth Plan de 2022, que estipulaba rebajas de impuestos y rebajas en el gasto público en salud, y posterior crisis gubernamental, la crisis por el costo de vida y las huelgas del Servicio Nacional de Salud y otros conflictos laborales y huelgas.
Como líder laborista, Starmer se centró en reposicionar al partido lejos de la izquierda y de las controversias que plagaron el liderazgo de Corbyn, con promesas de estabilidad económica, abordar los cruces de pequeñas embarcaciones de inmigrantes, reducir los tiempos de espera del Servicio Nacional de Salud (NHS), independencia energética y desarrollo de infraestructura, y combatir el crimen.  Starmer también se comprometió a acabar con el antisemitismo en el partido.  En octubre de 2020, tras la publicación del informe de la Comisión de Igualdad y Derechos Humanos (EHRC) sobre el antisemitismo en el partido, Starmer aceptó sus conclusiones en su totalidad y se disculpó con los judíos en nombre del Partido Laborista.  En febrero de 2023, las reformas antisemitismo de Starmer dieron como resultado que el partido ya no fuera monitoreado por la EHRC, y Luciana Berger, una diputada laborista que había dimitido por el tema en 2019, se reincorporó al partido. 

#### Su gabinete en la sombra
Los designados para el gabinete en la sombra de Starmer incluyeron parlamentarios del ala izquierdista del partido, así como de la de derecha. Angela Rayner fue nombrada líder sindical adjunta y vice primera ministra en la sombra, mientras que Rachel Reeves e Yvette Cooper fueron nombradas canciller en la sombra y ministra del Interior en la sombra, respectivamente. El exlíder laborista Ed Miliband fue nombrado secretario en la sombra de energía y clima . Otros nombramientos notables incluyeron a David Lammy como secretario de Asuntos Exteriores en la sombra y Wes Streeting como secretario de salud en la sombra. Cuando se convirtió en primer ministro, Starmer nombró a todos estos parlamentarios para los respectivos cargos gubernamentales.  

#### Elecciones generales de 2024
Los laboristas llegaron a las elecciones generales de 2024 con una gran ventaja sobre los conservadores en las encuestas de opinión, y la magnitud potencial de la victoria del partido fue un tema de discusión durante el período de campaña.  En junio de 2024, Starmer publicó el manifiesto del Partido Laborista Cambio, que se centra en el crecimiento económico, la planificación de reformas del sistema, la infraestructura, lo que Starmer describe como «energía limpia», la atención sanitaria, la educación, el cuidado de los niños y el fortalecimiento de los derechos de los trabajadores.  Prometió una nueva empresa energética pública Great British Energy, un «Plan de prosperidad verde», una reducción de los tiempos de espera de los pacientes en el NHS y una reestatización de la red ferroviaria, Great British Railways. El manifiesto también prometía dar el derecho a voto a los jóvenes de 16 años, reformar la Cámara de los Lores y gravar a las escuelas privadas, con el objetivo de utilizar esa recaudación para mejorar la educación estatal. 
En julio de 2024, Starmer llevó al Partido Laborista a una victoria determinante en las elecciones generales, poniendo fin a catorce años de gobierno conservador y convirtiéndose en el partido mayoritario de la Cámara de los Comunes. El Partido Laborista logró una mayoría simple de 174 escaños y un total de 411 escaños, el tercer mejor resultado del partido en términos de participación de escaños después de las elecciones generales de 1997 y 2001. El partido se convirtió en el más grande de Inglaterra por primera vez desde 2005, en Escocia por primera vez desde 2010, y conservó su estatus de partido más grande de Gales.
En su discurso de victoria, Starmer agradeció a los trabajadores del partido por su arduo trabajo y los instó a disfrutar el momento, pero les advirtió sobre los desafíos que se avecinaban y prometió que su gobierno trabajaría. para «renovación nacional». 

### Primer ministro

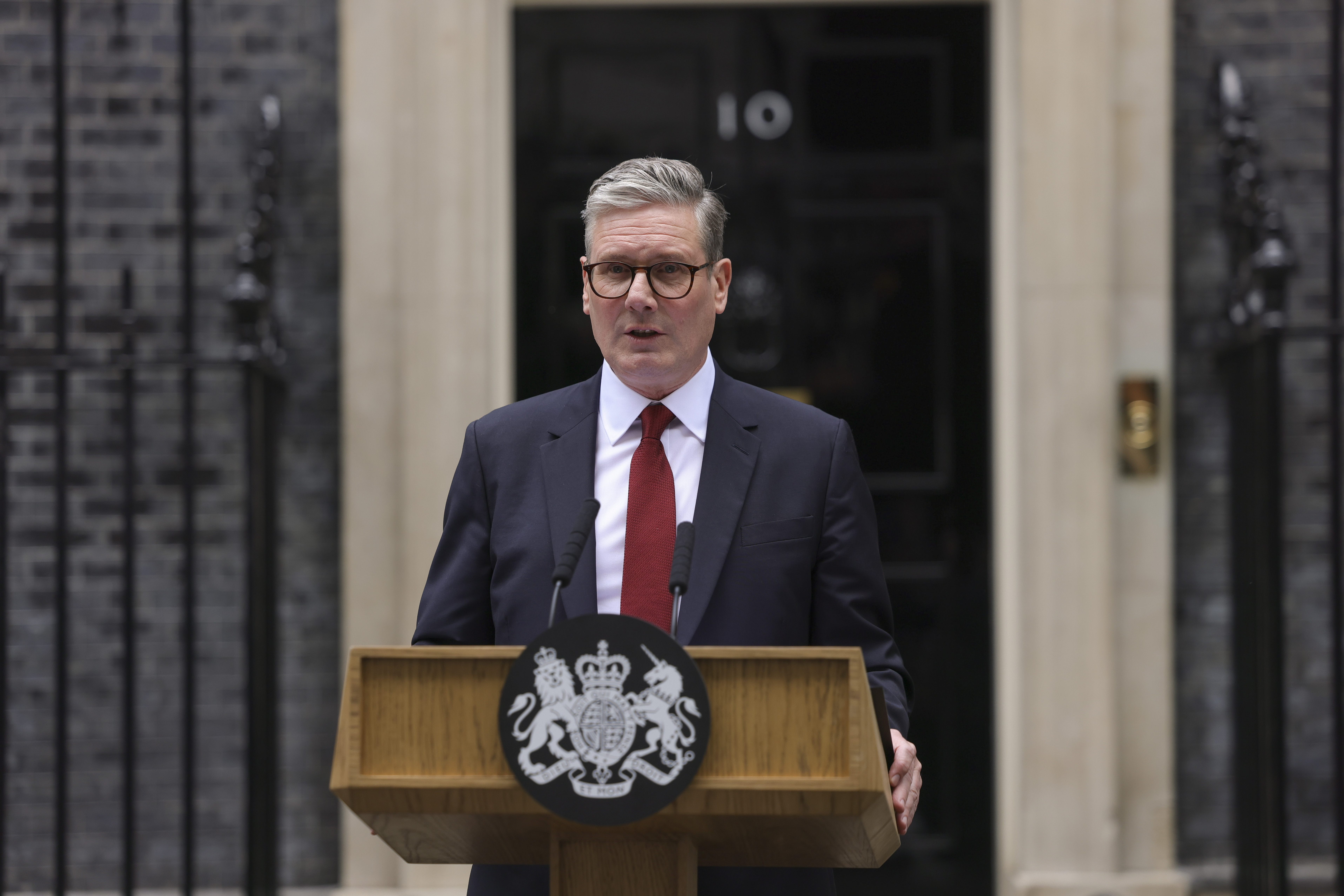
Sir Keir Starmer dando su discurso inaugural como primer ministro, 5 de julio de 2024.

Como líder del partido mayoritario en la Cámara de los Comunes, Starmer fue nombrado primer ministro por Carlos III el 5 de julio de 2024, convirtiéndose en el primer Primer Ministro laborista desde Gordon Brown y el primero en ganar unas elecciones generales desde Tony Blair en 2005.  Él y su esposa fueron conducidos desde el Palacio de Buckingham hasta Downing Street. Starmer detuvo el auto en el camino de regreso del palacio y dio un paseo por las afueras de Downing Street para encontrarse con las multitudes que fueron a verlo. En su primer discurso como primer ministro, Starmer rindió homenaje al primer ministro saliente, Rishi Sunak, diciendo que «nadie debe subestimar su logro como primer Primer Ministro británico asiático de nuestro país» y también reconoció «la dedicación y el duro trabajo que aportó a su liderazgo», pero añadió que el pueblo del Reino Unido había votado a favor del cambio.
Otros líderes mundiales, incluidos Joe Biden y Justin Trudeau, así como los ex primeros ministros laboristas Tony Blair y Gordon Brown, felicitaron a Starmer después de su nombramiento como primer ministro. Uno de sus primeros actos como primer ministro fue decir que la política de inmigración Plan Ruanda estaba muerto, y la ministra del Interior, Yvette Cooper, comenzó a dar los primeros pasos hacia el establecimiento de un Comando de Seguridad Fronteriza, para hacer frente a las bandas de contrabando que facilitan los cruces de inmigrantes ilegales por el Canal de la Mancha.  Starmer realizó una gira por los cuatro países del Reino Unido y se reunió con políticos como John Swinney, Kate Forbes, Michelle O'Neill y Vaughan Gething. También se reunió con los doce alcaldes regionales.
Tras los Apuñalamientos de Southport de 2024, Starmer describió el ataque como horrendo e impactante y agradeció a los servicios de emergencia por su rápida respuesta. Visitó Southport y dejó flores en el lugar, donde fue abucheado por algunos miembros del público. Starmer escribió más tarde en medio de los disturbios en todo el país tras el apuñalamiento que aquellos que habían "secuestrado la vigilia por las víctimas" habían "insultado a la comunidad mientras está de duelo" y que los alborotadores sentirían toda la fuerza de la ley. El 1 de agosto, y tras una reunión con altos oficiales de policía, Starmer anunció el establecimiento de un programa nacional de desorden violento para facilitar una mayor cooperación entre las fuerzas policiales al lidiar con el desorden violento. El 4 de agosto, Starmer dijo que los alborotadores "sentirán toda la fuerza de la ley" y les dijo "Se arrepentirán de participar en esto, ya sea directamente o de aquellos que fomentan esta acción en línea y luego huyen ellos mismos". Añadió: "No me avergonzaré de llamarlo por su nombre: violencia de extrema derecha". Starmer convocó más tarde una reunión de respuesta de emergencia del comité Cobra. Después de la reunión de Cobra, ordenó que se estableciera un "ejército permanente" para hacer frente a los disturbios de extrema derecha en curso. Esto fue posible gracias a los poderes de emergencia especiales que se utilizaron por primera vez hace 40 años en el marco del Plan Ridley para hacer frente a los mineros en huelga en 1984 y 1985.

## Vida personal

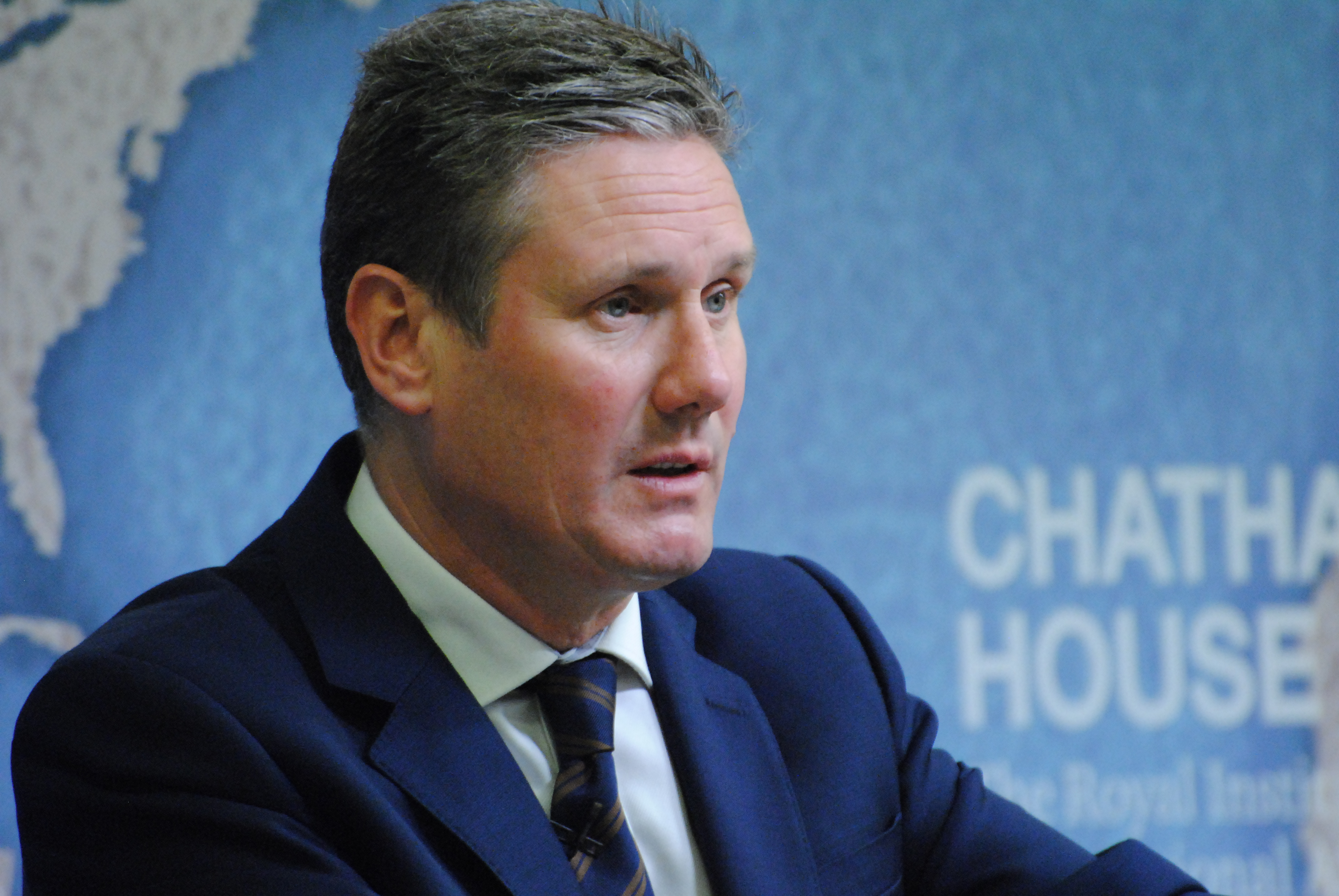
Sir Keir Starmer en 2017.

Starmer se casó con Victoria Alexander en 2007. Victoria anteriormente fue abogada, pero ahora trabaja en salud ocupacional en el Servicio Nacional de Salud (NHS). Los dos hijos de la pareja se están criando en la religión judía de su madre y la familia asiste a cenas de Sabbat. El mismo Starmer se identifica como ateo. Starmer es un futbolista entusiasta, ha jugado en el Homerton Academicals, un equipo aficionado del norte de Londres, y apoya al club de fútbol Arsenal de la Premier League. Starmer es pescetariano y su esposa es vegetariana. Cree que el vegetarianismo es mejor para el medio ambiente. En octubre de 2021, Starmer dio positivo por COVID-19.

## Posiciones
Starmer defiende su equidistancia entre las diferentes facciones del partido reivindicando el legado tanto de Blair como de Corbyn.
Aunque ha sido uno de los colaboradores más estrechos de Jeremy Corbyn, han tenido frecuentes fricciones. En relación con el Brexit insistió en defender un segundo referéndum para revertir la salida de la UE mientras Corbyn mantenía una posición neutral.
En su campaña de primarias ha subrayado su perfil izquierdista y se ha comprometido en mantener propuestas de Corbyn como abolir las tasas universitarias y nacionalizar los servicios clave.